# Kristof Allegaert
Kristof Allegaert (1976) is een Belgische ultrawielrenner. Hij raakte vooral bekend toen hij de eerste editie van de Trans-Siberian Extreme won in 2015.

## Biografie
Kristof Allegaert is een leerkracht mechanica aan het Provinciaal Technisch Instituut in Kortrijk.

### Ultrawielrennen
In 2011 verbrak Allegaert het bestaande tijdsrecord op de Tour de France Randonneur.
In 2013, 2014 en 2016 won hij de Transcontinental Race, een langeafstandswedstrijd in Europa.
In 2015 won hij de Trans-Siberian Extreme. Hierdoor verwierf hij internationale bekendheid.
In 2017 stond hij aan de leiding in de Indian Pacific Wheel Race. Deze werd op een boogscheut van het einde afgelast vanwege een dodelijk ongeluk. Allegaert reed de wedstrijd uit en stopte in het zicht van de finish als eerbetoon.